# Жамбаев, Курманбай
Курманба́й Жамба́ев (11 сентября 1875, село Ойтоган, Копальский уезд, Семиреченская область, Российская империя — 1970, Алма-Атинская область, Казахская ССР) — старший чабан колхоза «Тесик-тоган» Аксуйского района Алма-Атинской области, Казахская ССР. Герой Социалистического Труда (1949).

## Биография
Родился в 1875 году в крестьянской семье в селе Ойтоган.
Получил начальное образование. С раннего возраста трудился в сельском хозяйстве.
Во время коллективизации вступил в 1930 году в сельскохозяйственную артель имени Молотова (позднее — колхоз «Кзыл-Тан», «Тесик-тоган» Аксуйского района, с 1962 года — совхоз «Доголанский»). Трудился рядовым колхозником, старшим чабаном.
В 1948 году вырастил в среднем по 140 ягнят от каждой сотни овцематок от общей численности на начало года в 405 голов грубошерстных овцематок. Средний вес каждого ягнёнка к отбивке составил 41 килограмм. Указом Президиума Верховного Совета СССР от 9 июля 1949 года удостоен звания Героя Социалистического Труда за «получение высокой продуктивности животноводства в 1948 году» с вручением ордена Ленина и золотой медали «Серп и Молот» (№ 4080).
В 1950 году вырастил в среднем по 145 ягнят от каждой сотни овцематок. Средний настриг от каждой овцы составил 3,2 килограмма.
Избирался депутатом Аксуйского районного Совета депутатов трудящихся.
С 1953 года трудился конюхом до выхода на пенсию в 1960 году. Умер в 1970 году.